# Jimmy Steward
James "Jimmy" Steward Bodden (9 de dezembro de 1946) é um ex-futebolista profissional hondurenho, que atuava como goleiro.

## Carreira
Jimmy Steward fez parte do elenco da histórica Seleção Hondurenha de Futebol da Copa do Mundo de 1982, ele não atuou. 